# Người Ionia

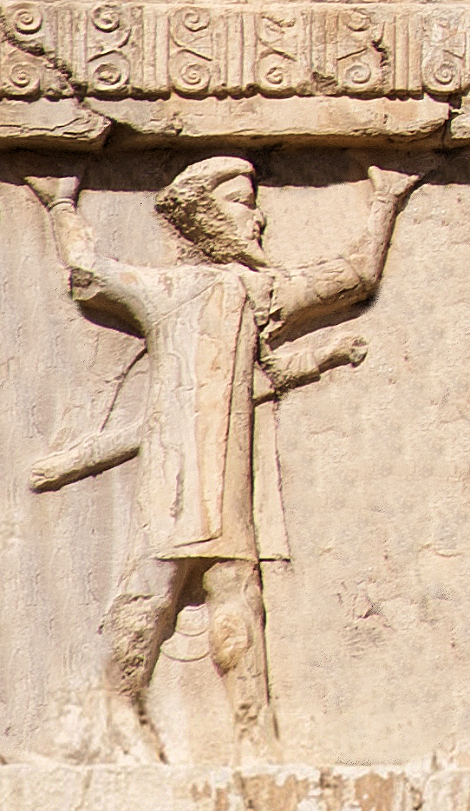
Người lính Ionian (tiếng Ba Tư cổ 𐎹𐎢𐎴, Yaunā) của quân đội Achaemenid, khoảng năm 480 trước Công nguyên. Khai quật từ hầm mộ của Xerxes I

Vị trí của Ionia cổ đại trên bờ biển Thổ Nhĩ Kỳ ngày nay.

Người Ionia (tiếng Hy Lạp: Ἴωνες, Íōnes, số ít Ἴων, Íōn) là một trong bốn bộ lạc lớn được người Hy Lạp coi là phân tách ra từ người Hy Lạp cổ đại; ba bộ lạc còn lại là người Dorian, người Aeolian và người Achaean. Phương ngữ Ionian là một trong ba bộ phận ngôn ngữ chính của vùng văn hóa Hy Lạp, cùng với phương ngữ Dorian và Aeolian.
Ở khía cạnh dân cư, "Ionian" bao gồm một số nhóm dân ở thời Hy Lạp cổ điển. Theo nghĩa hẹp, thuật ngữ này đề cập đến khu vực Ionia ở Tiểu Á. Theo nghĩa rộng hơn, nó có thể được sử dụng để mô tả tất cả những người nói phương ngữ Ionian, ngoài những người ở Ionia còn có cả các nhóm người Hy Lạp ở Euboea, Cyclades và nhiều thành phố do thực dân Ionian thành lập. Cuối cùng, theo nghĩa rộng nhất, nó có thể dùng để chỉ tất cả những người nói ngôn ngữ của nhóm Đông Hy Lạp, bao gồm cả người Attica.
Trong thần thoại thời Cổ điển, Ionian được đặt theo tên của Ion, con trai của Xuthus, người sống ở vùng Peloponnese phía bắc Aigialeia. Khi người Dorian xâm chiếm Peloponnese, họ đã trục xuất người Achaean khỏi Argolid và Lacesaemonia. Người Achaean di dời đến Aegilaus (sau này được gọi là Achaea), và dần thế chỗ người Ionian. Người Ionian chuyển đến Attica và hòa nhập với dân cư địa phương, nhiều người sau đó di cư đến bờ biển Tiểu Á thành lập vùng  Ionia cổ.
Người Ionian nổi tiếng vì tình yêu triết học, nghệ thuật, dân chủ và khoái lạc - những đặc trưng Ionian được thể hiện rất rõ trong nền văn hóa của người Athen.